# Bharavi
Bharavi, indisk epiker, levde sannolikt under 600-talet. Han är författare till den stora epopén Kiratarjuniya, vari den ungdomlige hjälten Arjunas strid med guden Shiva besjungs. Originalet, försett med en indisk kommentar, utkom först i Khidirpur (1814), senare i Calcutta 1875 och 1879. G. Schütz utgav 1845 i tysk översättning den första och den andra sången.